# (31824) Elatus
(31824) Elatus – planetoida z grupy centaurów okrążająca Słońce w ciągu 40 lat i 157 dni w średniej odległości 11,77 j.a. Została odkryta 29 października 1999 roku w programie Catalina Sky Survey. Nazwa planetoidy pochodzi od centaura Elatusa z mitologii greckiej. Przed jej nadaniem planetoida nosiła oznaczenie tymczasowe (31824) 1999 UG5.